# Angola Portugheză
Angola Portugheză se referă la Angola din timpul perioadei istorice în care a fost teritoriu de peste mări al Portugaliei din Africa de sud-vest. Uneori, teritoriul este denumit Africa Occidentală Portugheză.
Dacă la începuturi portughezii au deținut controlul asupra zonei litorale și s-au angajat în conflicte cu Regatul Kongo, Portugalia a reușit treptat în secolul al XVIII-lea să colonizeze zonele din interiorul continentului. Cu toate acestea, controlul deplin asupra întregului teritoriu nu a fost realizat decât la începutul secolului al XX-lea, când acordurile cu alte puteri europene din timpul luptelor pentru împărțirea Africii au stabilit frontierele interioare ale coloniei. În 1975, portugheza Angola a devenit independentă cu numele de Republica Populară Angola.

## Istoric
Istoria prezenței portugheze pe teritoriul Angolei zilelor noaste datează de la sosirea exploratorului Diogo Cão din 1484 și s-a încheiat odată cu decolonizara teritoriului din noiembrie 1975. În timpul acestor cinci secole pot fi distinse cinci etape complet diferite. 

### Colonie

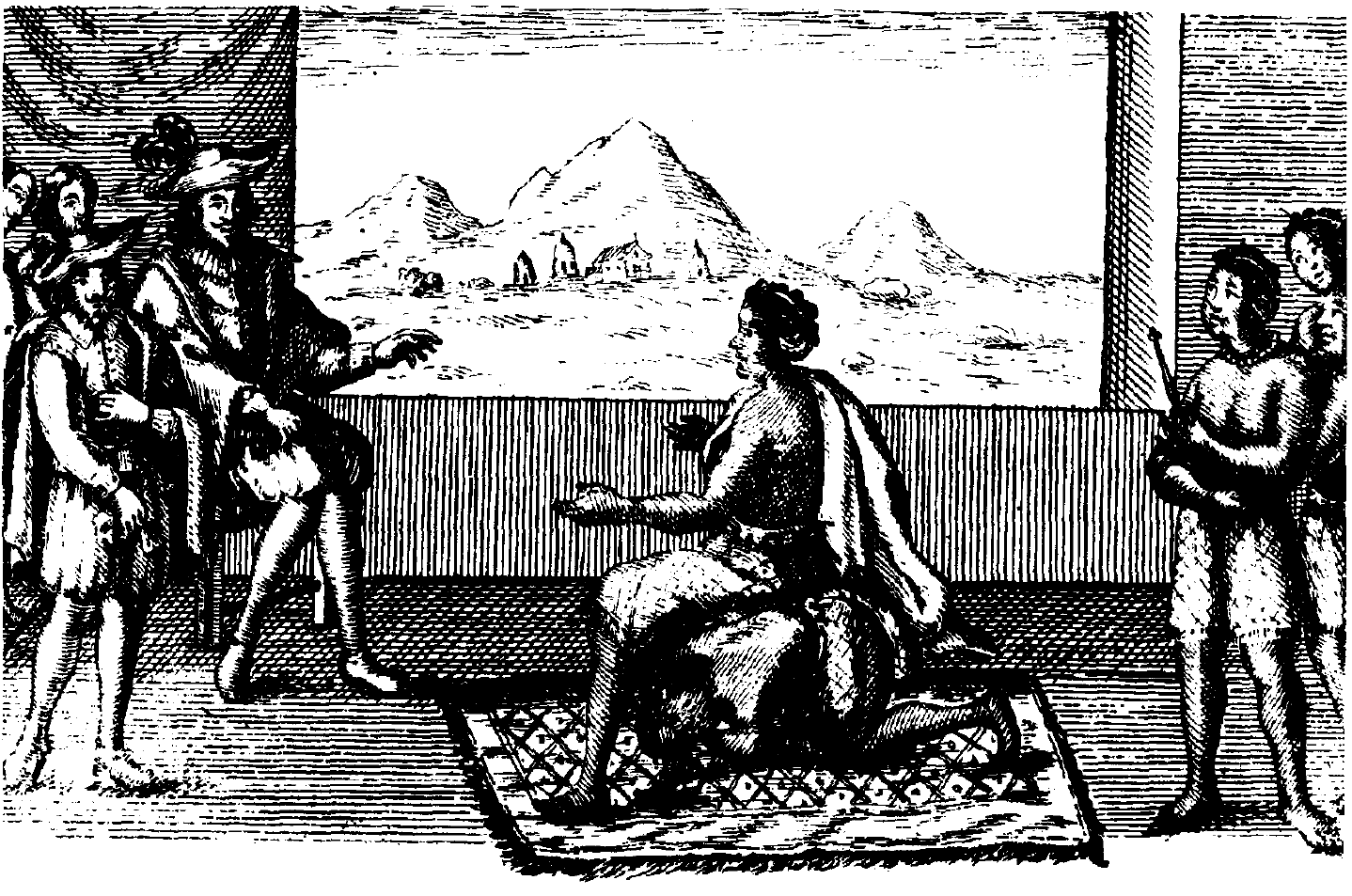
Regina Nzinga în timpul negocierilor de pace cu guvernatorul portughez în Luanda, în 1657.

Când Diogo Cão și alți exploratori au ajuns pe țărmurile Regatului Kongo la sfârșitul secolului al XV-lea, nu exista un teritoriu „Angola”. Teritoriul din zilele noastre cuprinde un număr de popoare diferite, unele organizate în regate, altele în uniuni tribale de dimensiuni variate. Portughezii erau interesați în comerț, în special în comerțul cu sclavi. Prin urmare, ei au menținut o relație pașnică și reciproc avantajoasă cu conducătorii și aristocrați Regatului Kongo, pe care i-au  creștinat ș ii-au învățau portugheză, făcându-i părtași la comerțul cu sclavi. Ei au înființat mici așezări comerciale pe cursul inferior al fluviului  Congo, în zona actualei  Republicii Democrate Congo. O așezare comercială mai importantă pe coasta Atlanticului a fost construită la Soyo, pe teritoriul Regatului Kongo. Acest oraș este în zilele noastre cea mai nordică așezarea angoleză, în afară de exclava Cabinda.
În 1575, a fost înființată așezarea Luanda în zona litorală din sudul Regatului Kongo, iar în secolul al XVII-lea a fost fondată așezarea Benguela, mult mai la sud de Luanda. Începând cu 1580 până prin deceniul al treilea al secolului al XIX-lea, peste un milion de oameni din regiunea Angolei au fost exportați ca sclavi în așa-numita „Lume Nouă”, în special în Brazilia, dar și în America de Nord. Oliver și Atmore au afirmat că, „timp de 200 de ani, colonia Angolei sa dezvoltat în esență ca o întreprindere gigantică de comerț cu sclavi”. Marinarii, exploratorii, soldații și negustorii Regatului Portugaliei au avut o politică îndelungată de cucerire și stabilire a avanposturilor militare și comerciale în Africa, începând cu cucerirea Ceutei musulmane  în 1415 și înființarea de baze militaro-economice în actualul Maroc și în Golful Guineei. Portughezii erau catolici și expedițiile lor militare includeau încă de la început și convertirea popoarelor cu care intrau în contact. 
În secolul al XVII-lea, interesele economice divergente au dus la izbucnirea unor conflicte militare cu Regatul Kongo. Portuglia a înfrânt Regatul Kongo în Bătălia de la Mbwila din 29 octombrie  1665, dar au fost învinși în mod catastrofal în 1670 la  Kitombo, în timpul unei campanii prin care au încercat să cucerească regatul. Portughezii au reușit să obțină controlul asupra zonelor înalte din interiorul continentului în secolul al XVIII-lea. În secolul următor, portughezii au continuat să întreprindă campanii militarea pentru cucerirea regiunilor din interiorul continentului. Cu toate acestea, controlul administrativ portughez complet al întregului teritoriu nu a fost realizat decât la începutul secolului al XX-lea.
În 1884, Regatul Unit, care până în acel moment a refuzat să recunoască faptul că Portugalia poseda drepturi teritoriale la nord de Ambriz, a încheiat un tratat care recunoaște suveranitatea portugheză pe ambele maluri ale Congo-ului inferior. Cu toate acestea, tratatul, privit cu suspiciune în Londra, dar și în Germania, nu a fost ratificat. Acordurile încheiate în 1885-1886 cu Statul Independent Congo, Imperiul German și Franța au stabilit limitele provinciei, cu excepția celor din sud-est, unde frontiera între Barotseland și Angola a fost determinată de un acord anglo-portughez din 1891 și de acordul de arbitral al lui regele Vittorio Emanuele al III-lea al Italiei din 1905.

În timpul stăpânirii colonial portugheze în Angola, au fost fondate orașe și așezări comerciale, au fost construite căi ferate și porturi și a fost dezvoltată treptat o societate occidentalizată, în ciuda existenței unei moșteniri puternice tradițional-tribale angoleze, pe care minoritatea conducătoare europeană nu a fost dornică sau poate nu a fost interesată să o înlocuiască. Începând cu deceniul al treilea al secolului trecut, administrația portugheză a demonstrate un interes în creștere pentru dezvoltarea economiei și infrastructurii sociale ale Angolei.

#### Începutul războiului
În 1951, colonia portugheză a Angolei a devenit o provincie de peste mări a Portugaliei. La sfârșitul anilor deceniului al șaselea, Frontul Național de Eliberare a Angolei (FNLA) și Mișcarea Populară de Eliberare a Angolei - Partidul Muncii (MPLA) au început să organizeze strategii și planuri de acțiune pentru a lupta împotriva dominației portugheze și a sistemului de remunerare care i-a afectat pe mulți dintre locuitorii africani din mediul rural, care au fost mutați din casele lor și obligați la muncă obligatorie, aproape întotdeauna necalificată, în condițiile boomului economic global. Războiul de gherilă organizat a început în 1961, în același an în care a fost adoptată o lege pentru îmbunătățirea condițiilor de muncă ale forței de muncă necalificate africane, care cerea mai multe drepturi. În 1961, guvernul portughez a abolit într-adevăr o serie de dispoziții legale fundamentale care au discriminat africanilor, precum a fost Estatuto do Indigenato. (Decretul-lege 43: 893 din 6 septembrie 1961). Conflictul, cunoscut ca  „Războiul colonial” sau „Războiul de Eliberare”, a izbucnit în nordul teritoriului atunci când rebelii din União dos Povos de Angola (UPA) cu bazele în Republica Congo au masacrat civilii albi și de culoare în timpul unor atacuri prin surprindere în regiunile rurale. După o vizită efectuată la ONU, liderul rebelilor, Holden Roberto, s-a reîntors la Kinshasa și a organizat milițiile bakongo.

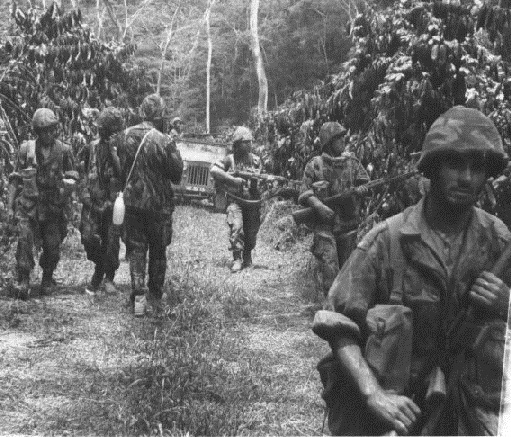
Sodații portughezi din Angola

Holden Roberto a lansat o incursiune în Angola pe 15 martie 1961 a 4-5.000 de militanți. Forțele sale au ocupat ferme, avanposturi guvernamentale și centre comerciale, ucigând pe oricine întâlneau în timpul atacurilor. Cel puțin 1.000 de albi și un număr necunoscut de africani de culoare au fost uciși. Comentând rezultatele incursiunii, Roberto a spus, „de această dată, sclavii nu s-au ghemui la pământ”. În timpul atacului, au fost masacrați toți cei întâlniți. Forțele armate angoleze erau compuse din aproximativ 6.500 de oameni: 5.000 de africani de culoare și 1.500 de europeni albi veniți din Portugalia. După raidurile rebelilor, guvernul portughez din timpul regimului dictatorial Estado Novo al lui António de Oliveira Salazar, iar mai târziu al lui Marcelo Caetano, a trimis mii de militari din Europa  pentru organizarea de operațiuni împotriva terorismului și  mișcărilor insurgente. În 1963, Holden Roberto a organizat Guvernul Revoluționar Angolez în Exil (Governo revolucionário de Angola no exílio, GRAE) în Kinshasa încercând să pretindă pe scena internațională că este singurul reprezentant al forțelor antiportugheze din Angola. UNITA a declanșat 1966 la rândul lor operațiunile de gherilă pentru câștigarea independenței. În ciuda unei superiorități militare complete a armatei portugheze din teatrul de operațiuni angolez, mișcările de gherilă africane nu au fost niciodată complet zdrobite. Cu toate acestea, până în 1972, după o campanie militară de succes dusă în estul Angolei, Frente Leste, completată de o politică pragmatică în domeniul social și politic, conflictul a fost câștigat în mod efectiv de portughezi.
Din 1966 până în 1970, forțele de gherilă MPLA și-au extins operațiunile inițial limitate spre estul Angolei. Această zonă rurală întinsă era departe de principalele centre urbane, dar aproape de statele vecine unde gherilele își stabiliseră bazele. UNITA, un grup rebel de gherilă mai mic, care activa în răsăritul țării, sprijinea MPLA. Până în 1970, forțele combinate ale MPLA și UNITA au reușit ca în luptele de pe frontul estic să respingă forțele armate portugheze (FAP) peste cursul Râul Cuanza,  după care au amenințat teritoriul Bié și orașul Silva Porto. În 1970, luptătorii pentru independență au decis să redistribuie forțele de pe frontul de nord pe cel de est. 

#### Campania de pe frontul de răsărit
În 1971, FAP a început o campanie împotriva forțelor insurgente în timpul căreia a respins trei mișcări de gherilă de pe frontul de est și le-au alungat de pe teritoriul Angolei. Forțele de gherilă s-au retras în dezordine în țările vecine, au lăsat în urmă tone de echipamente și muniție și au pierdut sute de luptători, care au murit în luptă sau s-au predat portughezilor. Pentru ca să câștige sprijinul populației locale și pentru asigurarea stabilității în regiune, autoritățile portugheze au organizat campanii masive de vaccinare, de verificări medicale și de creare a rețelelor de apă, asistență sanitară și alimentară, toate acestea fiind căi pentru dezvoltare economică și socială a populații și pentru scăderea influenței luptătorilor pentru independență. Pe 31 decembrie 1972 a fost lansat Planul de Dezvoltare al Estului (Plano de Desenvolvimento do Leste) care includea în prima fază înființarea a 466 de întreprinderi de dezvoltare. Au fost deschise noi centre pentru îngrijirea sănătății, au fost modernizate școli și au fost construite altele noi.

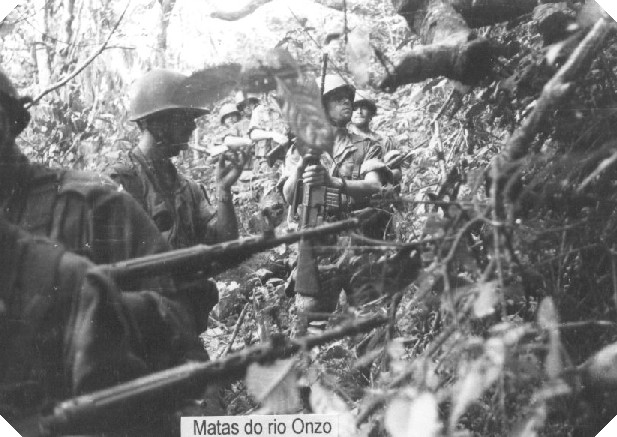
Războiul colonial portughez

Cu toate acestea, autoritățile portugheze nu au reușit să învingă gherilele în ansamblu în timpul Războiului Colonial Portughez,  în special în Guineea Portugheză, și au suferit pierderi grele în cei 13 ani de conflict. Pe parcursul războiului, Portugalia s-a confruntat cu opoziția internă la război, cu embargoul asupra armelor și cu alte sancțiuni din partea celei mai mari părți a comunității internaționale. Războiul a devenit din ce în ce mai nepopular în societatea portugheză din cauza lungimii și costurilor sale, înrăutățirii relațiilor diplomatice cu alți membri ai Națiunilor Unite și din cauza rolului jucat în perpetuarea regimului Estado Novo. Acești factori au condus la rebeliunea  militarilor forțelor terestre portugheze în timpul Revoluția Garoafelor din aprilie 1974 - un eveniment care a asigurat accesul la independență pentru toate fostele colonii portugheze din Africa.

### Statul federal
În iunie 1972, Adunarea Republicii Portugheze a aprobat o nouă Lege Organică a Teritoriilor de Peste Mări, care ar fi oferit posesiunilor africane o mai mare autonomie politică și ar fi dus la diminuarea criticilor de pe plan intern și extern. Legea modifica statutul Angolei de la cel de provincie de peste mări la „stat autonom” cu un anumit grad de control asupra unor probleme legate de politica internă, în vreme ce Portugalia păstra controlul domeniilor apărării și relațiilor externe. Intenția portughezilor nu era să acorde Angolei independența, ci să cucerească în schimb inimile și mințile angolezilor, convingându-i să rămână pentru totdeauna cetățenii unei Portugalii intercontinentale. Redefinirea Angolei în  1972 ca  „Estado” (stat) a fost parte a unui efort pentru transformarea Imperiului Portughez într-un stat federal, prin asigurarea unui anumit grad de autonomie „statelor”. De fapt, modificările structurale și creșterea autonomiei erau foarte limitate. Guvernul „Statului Angola” era același cu vechiul guvern provincial, cu excepția câtorva modificări cosmetice ale unor titluri și a unor persoane. La fel ca în cazul Portugaliei, guvernul „Statului Angola” era compus în totalitate de oameni credincioși regimului Estado Novo.  În timp ce aceste schimbări erau puse in practică, câteva grupări de gherilă rămăseseră active în interiorul teritoriului și au continuat campania politică în străinătate împotriva guvernării portugheze. Ideea ca mișcările de independență să participe la structura politică a noii organizării a teritoriilor a fost absolut de neconceput pentru ambele tabere.

### Revoluția Garoafelor și independența
Pe 25 aprilie 1974, guvernul portughez  al regimului Estado Novo condus de Marcelo Caetano, (regimul corporatist și Autoritarism fondat de António de Oliveira Salazar), a fost răsturnat de rebeliunea militară în timpul Revoluția Garoafelor. În luna mai a aceluiași an, Junta de Salvação Nacional (noul guvern revoluționar al Portugaliei) a proclamat un armistițiu cu luptătorii africani pentru independență pentru inițierea de negocieri de pace. Lovitura de stat condusă de militari a dus la reinstaurarea democrației în Portugalia, a pus capăt Războiului Colonial, care a dus la moartea a mii de soldați portughezi care fuseseră recrutați în armată, a înlocuit Statul Nou autoritar și poliția lui secretă, care  înăbușiseră libertățile personale și politic fundamentale. Rebeliunea militară a început ca un protest al grupului profesional al căpitanilor  al  Armatei terestre ale Portugaliei împotriva decretului-lege din 1973 Dec. Lei n.o 353/73.
Aceste evenimente au declanșat un exod în masă al cetățenilor portughezi, (cei mai mulți dintre ei fiind albi, dar și unii mestiço (metiși) și negri), din teritoriile de peste mări ai Portugaliei, ceea ce a dus la apariția un val de mii de refugiați săraci — retornados. Angola a devenit stat suveran pe 11 noiembrie 1975 conform prevederilor Acordului de la Alvor. Noul stat independent a fost proclamată Republică Populară.

## Guvernul

Propunere pentru drapelul Angolei Portugheze.

Angola Portugheză a fost entitate a regimului Estado Novo. În 1951, autoritățile portugheze a modificat statutul teritoriului de la cel de colonie la provincie de peste mări a Portugaliei. Din punct de vedere legal, Angola avea același statut cu oricare altă provincie portugheză europeană, dar ca provincie de peste mări se bucura de anumite derogări speciale, dată fiind distanța față de metropolă. Cei mai mulți membri ai guvernului Angolei erau originari din Portugalia, dar au existat și câțiva miniștri africani. Aproape toți membri aparatului birocratic erau din Portugalia, de timp ce majoritatea africanilor nu aveau pregătirea necesară ca să ocupe posturile. 
La fel ca în cazul guvernului central portughez, guvernul din Angola era puternic centralizat. Puterea reală se afla în mâinile executivului, iar alegerile erau organizate folosind metodele alegerilor indirecte. Autoritate executivă se extindea de la primul ministru din Lisabona către nivelurile inferioare din toate departamentele din Angola printr-un lanț de comandă rigid. Autoritatea guvernului angolez era scăzută, fiind limitată în principal la punerea în practică a deciziilor adoptate deja în Europa. În 1967, Angola a trimis un număr de delegați în Adunarea Națională din Lisabona.
Cel mai înalt oficial al provinciei era guvernatorul-general, care era numit de guvernul portughez la recomandarea ministrului coloniilor. Guvernatorul-general avea atât puteri executive, cât și legislative. El era sprijinit în activitatea lui de un Consiliu guvernamental. Cabinetul local era format din cinci secretari numiți direct de ministrul coloniilor la recomandarea guvernatorului. Consiliul legislative avea puteri limitate, principala lui activitate fiind aprobarea bugetului provinciei. În cele din urmă, Consiliul Economic și Social trebuia să fie consultat cu privire la toate proiectele de legi, iar guvernatorul general trebui să-și justifice decizia Lisabona dacă nu și-a ignorat sfaturile.
În 1972, Adunarea Națională Portugheză  a modificat statutul Angolei la cel de „stat autonom” cu autoritate asupra unora dintre domeniile afacerilor interne. Portugalia a păstrat răspunderea pentru apărare și afacerile externe. În 1973 au fost organizate alegeri pentru o adunare legislativă a Angolei.

## Geografia
Angola Portugheză a fost un teritoriu cu o suprafață de 1.246.700 km², mai mare decât a suprafețelor Franței și Spaniei luate împreună. Colonia avea 5.198 km de frontieră terestră și o linie a litoralului de 1.600 km. Formele de relief sunt diverse. De la câmpiile litorale, cu lățime între 25 km în sud și 100-200 km în nord, formele de relief formează trepte către platoul interior înalt care acoperă cam două treimi din teritoriu, cu altitudini între 1.200 și 1.600 m. Cele  mai înalte două vârfuri muntoase se află în zona de centru a platoului – Munții  Moco (2.620 m) și Meco  (2.538 m).

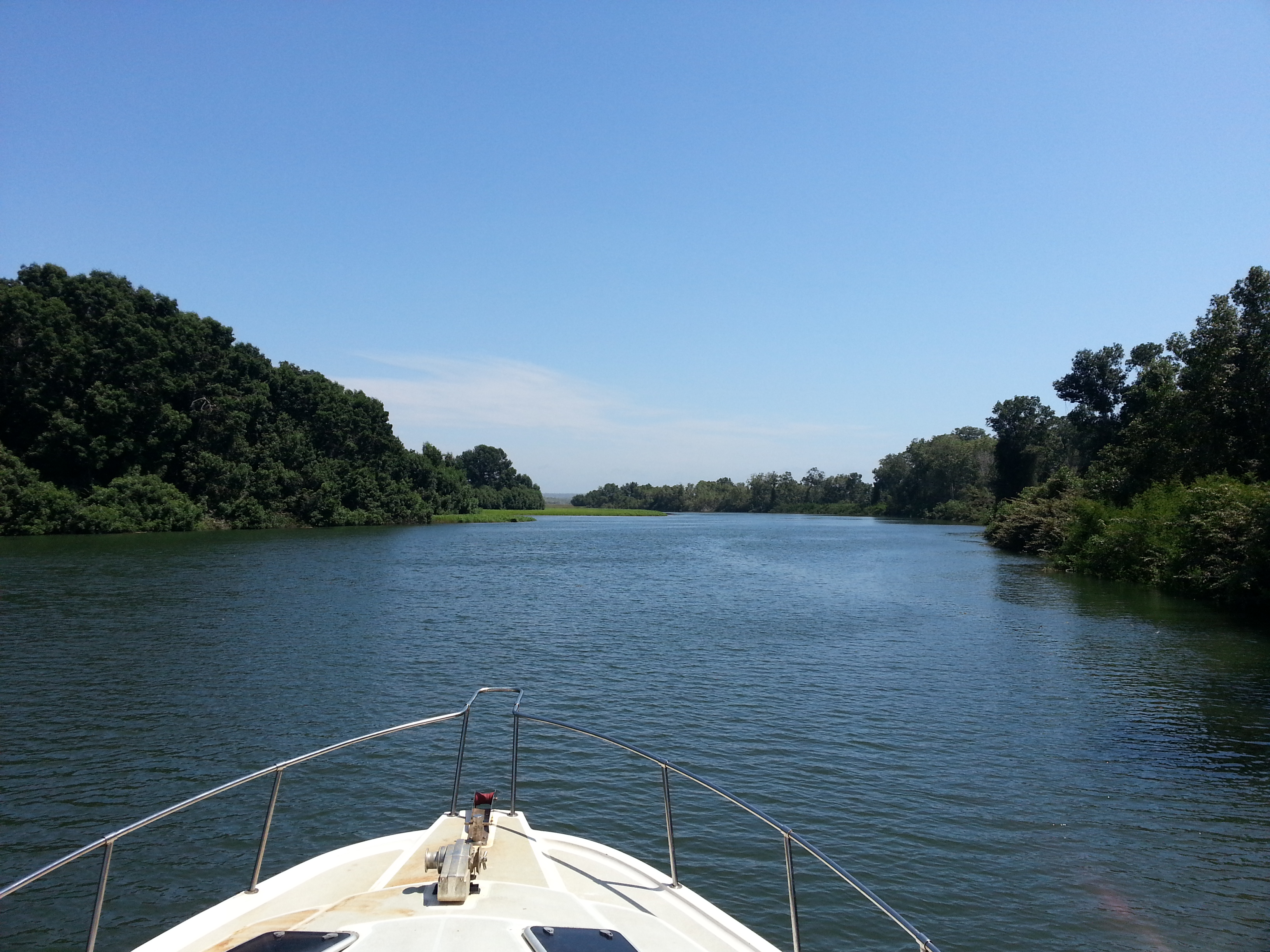
Fluviul Cuanza

Majoritatea râurilor angoleze izvorăsc din munții centrali. Cele mai importante cursuri de apă care se varsă in Oceanul Atlantic sunt Cuanza și Cunene. Alte râuri importante sunt  Kwango, afluent al Congo, și Cuando și Okavango, care au un curs spre sud-est, spre Delta Okavango. Pe pantele munților și dealurilor se scurg ape în praguri și cascade în râurile mai mari. Angola Portugheză nu a avut lacuri cu o întindere semnificativă, cu excepția celor artificiale construite de administrația portugheză. 
Autoritățile portugheze au înființat mai multe parcuri și rezervații naturale pe întreg teritoriul: Bicauri, Cameia, Cangandala, Iona, Mupa, și Quiçama. Iona era cel mai vechi și întins parc național – a fost proclamată ca rezervație în 1937 și a fost ridicat la statutul de parc național în 1964.
Angola a fost un teritoriu care a beneficiat de un program de important de dezvoltare după anul 1950. Guvernul portughez a construit baraje, drumuri, școli etc. Dezvoltarea economică a fost explozivă și a dus la creștere mare a numărului europenilor din Angola. Populația albă a crescut de la 44.083 în 1940 la 172.529 în 1960, cu o medie de 1.000 de emigranți sosiți lunar. În 1974, spre sfârșitul perioadei coloniale, rezidenții originari din Europa numărau 400.000 de oameni (exclusiv militarii în termen sau de carieră veniți din Portugalia), iar cei de alte rase numărau aproximativ 100.000 de oameni, (cei mai mulți emigranți din Cape Verdian). Populația totală a Angolei Portugheze erade aproximativ5,9 milioane de oameni. 
Micul oraș Luanda a crescut de la o populație de 61.208 locuitori cu 14,6% albi în 1940, la metropola  cosmopolită cu 475.328 locuitori, din care 124.814 locuitori europeni (26,3%) și 50.000 din alte rase sau mulatri în 1970. Cele mai multe orașe mari din Angola aveau cam același procent de europeni, cu excepția Sá da Bandeira (Lubango), Moçâmedes (Namibe) și Porto Alexandre (Tombua) din sud, care aveau o majoritate albă de 50-60% din numărul total al locuitorilor. 
Capitala teritoriului era Luanda, numit oficial São Paulo de Luanda. Alte orașe importante erau:
- Porto Amboim
- Vila Teixeira da Silva
- São Felipe de Benguela[20]
- Vila Robert Williams
- Duque de Bragança
- Vila General Machado
- Vila João de Almeida
- Vila Mariano Machado
- Nova Lisboa[21]
- Silva Porto
- Vila da Ponte
- Lobito[22]
- Sá da Bandeira[23]
- Vila Luso
- Malanje[24]
- Forte República
- São Salvador do Congo
- Serpa Pinto
- Moçâmedes[25]
- Vila Salazar
- Vila Pereira d'Eça
- Vila Henrique de Carvalho
- Santo António do Zaire
- Novo Redondo
- Porto Alexandre
- Carmona[26]

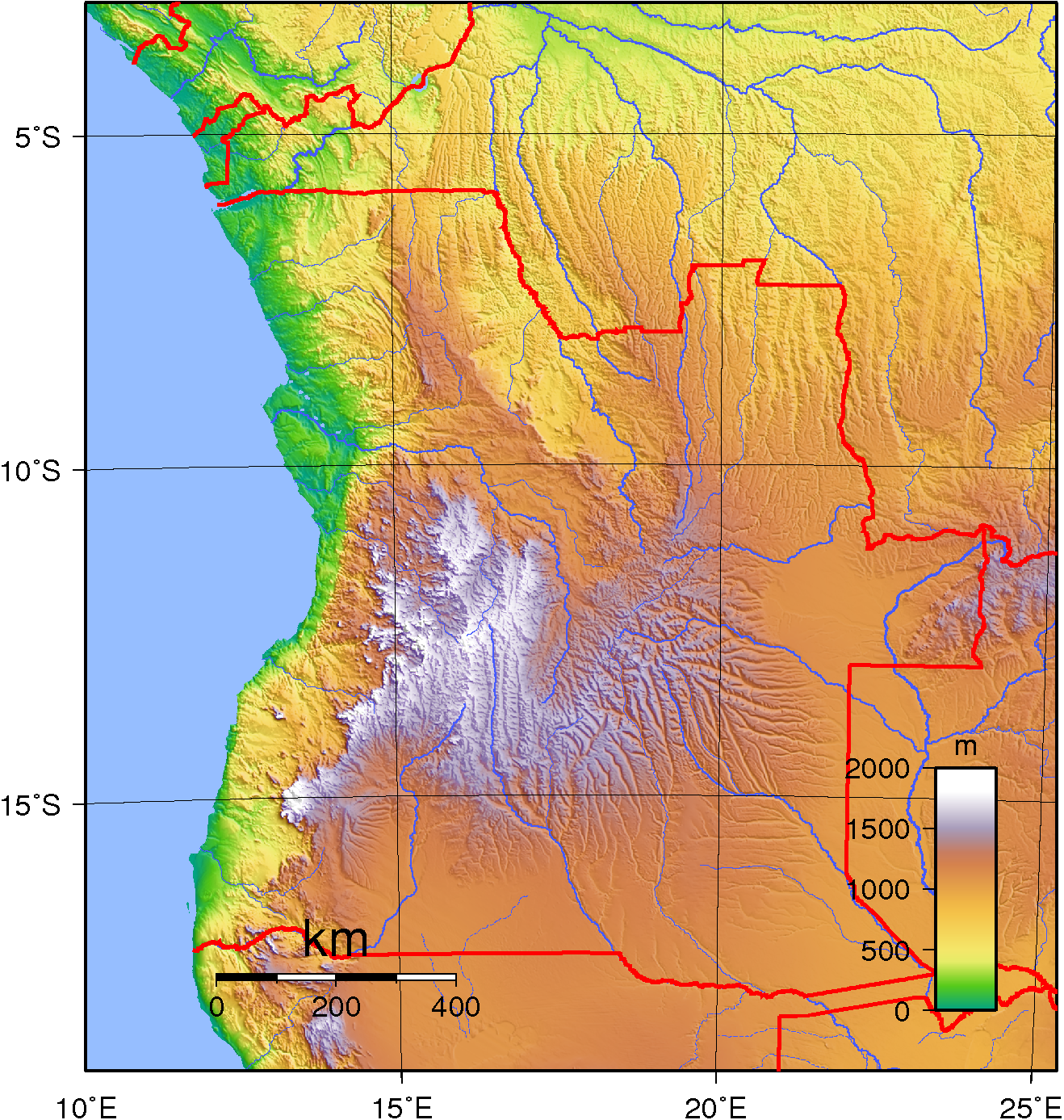
Harta topografică a Angolei.

Exclava Cabinda de afla în nord. Congo Portughez (Cabinda) a devenit protectorat portughez în 1885 prin  Tratatul de la Simulambuco. Prin deceniul al treilea al secolului trecut a fost incorporat în colonia (mai târziu provincia de peste mări) Angola Portugheză. Cele două colonii au format la început un teritoriu neîntrerupt, dar Cabinda a fost separată de restul Angolei printr-un coridor îngust pe care Portugalia l-a cedat Belgiei, oferindu-i coloniei Congo Belgian acces la ocean. După decolonizarea Angolei Portugheze consfințită în 1975 de Acordul de la Alvor, a apărut un stat efemer, care și-a proclamat unilateral independența – Republic of Cabinda. Independența Cabindei nu a fost niciodată recunoscută internațional, fiind reanexată în scurtă vreme de nou proclamata Republică Populară Angola.

## Economia
Exploartorii și negustorii portughezi au înființat posturi comerciale și forturi de-a lungul litoralului african începând cu secolul al XV-lea și au ajuns pe țărmul Angolei în secolul următor. Exploratorul portughez Paulo Dias de Novais a fondat Luanda în 1575 cu numele de São Paulo de Loanda, iar regiunea s-a dezvoltat ca piață de sclavi cu ajutorul triburilor locale de vânători de sclavi imbangala și ambundu. Sclavii erau destinați în special coloniei portugheze Brazilia din Lumea Nouă. Cele mai multe corăbii braziliene ancorau în porturile Luanda și Benguela. În acele vremuri, Angola funcționa mai degrabă o coloniei a Braziliei, care era la rândul ei o colonie a Portugaliei. O influență puternică braziliană a fost resimțită în Angola prin activitatea religioasă și în domeniul educație a călugărilor iezuiți.
Acțiunile războinice au cedat treptat teren comerțului. Existența unor mari rute pentru negustorie și a unor tratate comerciale au devenit forța motrice pentru legăturile dintre diferite regiuni – statele războinice au trecut la producție și comerț. în regiunea Planalto, (a câmpiilor înalte), cele mai importante state erau Bié și Bailundo, cel din urmă fiind cunoscut pentru producția de cauciuc și alimente. Portugalia colonială, care devenea tot mai bogată și puternică, nu putea să tolereze întărirea vecinilor săi și i-a cucerit unul câte unul, stabilind hegemonia portugheză supra întregii regiuni. În timpul perioadei Uniunii Iberice (1580-1640), Portugalia a pierdut putere și influență pe arena internațională și a câștigat noi dușmani. Olanda, unul dintre cei mai importanți inamici ai Castiliei, a cucerit mai multe posesiuni de peste mări ale portughezilor, inclusiv Luanda. Olandezii au controlat Luanda din 1640 până în 1648, orașul fiind redenumit Fort Aardenburgh. Olandezii erau interesați în cumpărarea și vânzarea sclavilor africani pentru plantațiile de sugarcane din Brazilia de Nord-Est (Pernambuco, Olinda și Recife), teritoriu pe care îl cuceriseră de asemenea de la Portugalia. Jean-Maurice de Nassau-Siegen, a cucerit posesiunile portughezilor Saint George del Mina, Saint Thomas și Luanda din vestul Africii. După destrămarea Uniunii Iberice în 1640, Portugalia și-a restabilit controlul asupra teritoriilor pierdute în favoarea Olandei.

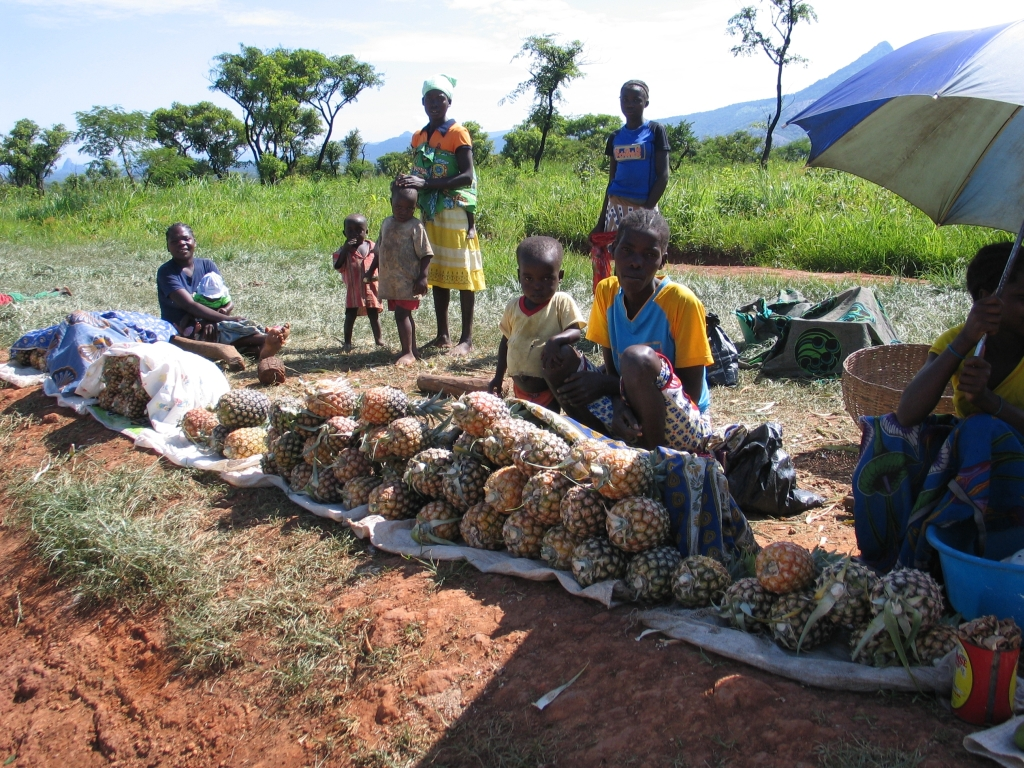
Vânători de ananas

Portughezii au început să dezvolte așezări de tip urban, puncte comerciale, exploatări forestiere și mici fabrici pentru procesarea materiilor prime. Începând cu anul 1764, s-a produs o schimbarea graduală de la societatea bazată pe  munca sclavilor la una bazată pe producția pentru consumul intern și export. Brazilia portugheză a devenit  independentă în 1822, iar comerțul cu sclavi a fost interzis în 1836. În 1844, porturile angoleze au fost deschise pentru comerțul legal al corăbiilor străine. În  1850, Luanda era unul dintre cele mai bine dezvoltate orașe din afara Portugaliei. În oraș funcționau numeroase companii comerciale, care exportau ulei de palmier și arahide, ceară, copal, lemn, fildeș, bumbac, cafea, cacao și multe alte produse. Porumbul, tutunul, carnea uscată și făina de manioc au început să fie produse local. În această perioadă s-a născut burghezia angoleză. Până la sfârșitul deceniului al șaptelea al secolului trecu, creșterea economică solidă, resursele naturale bogate și dezvoltarea infrastructurii au condus la sosirea unor noi valuri de coloniști portughezi.
Exploatarea minelor de diamante a început în 1912, când prospectorii portughezi au descoperit primele geme într-un râu din regiuinea Lunda, în nord-est. În 1917, Companhia de Diamantes de Angola (Diamang) a primit concesiunea pentru prospecțiuni și exploatarea diamantelor în Angola Portugheză. Diamang avea exclusivitatea pentru minerit și angajarea de forță de muncă pe teritoriul unei concesiuni uriașe și a folosit acest monopol pentru ca să devină cea mai mare companie comercială și cea mai profitabilă întreprindere din colonie. Veniturile Diamang se datorau muncii lucrătorilor africani, dintre care mulți fuseseră recrutați cu forța în mine cu ajutorul metodelor agresive (chibalo) ale companiei sprijinite de stat. 
Munca de excavare s-a făcut manual, la lopată, până în deceniul al cincilea al secolului trecut, deoarece compania nu a fost interesată de mecanizare, de vreme ce munca localnicilor era atât de ieftină. Chiar și cei care se angajaseră de bunăvoie (contratados) erau exploatați fără scrupule – ei erau obligați să își construiască propriile adăposturi și erau deseori păcăliți la plata salariului. Până la urmă, Diamang, care era scutită de plata unor taxe și care devenise tot mai bogată, și-a dat seama că recrutarea forței de muncă putea deveni o problemă în zonele izolate în care activa și a început să își trateze mai bine muncitorii decât cei din alte mine sau de pe plantațiile de trestie de zahar. 
Muncitorii africani făceau muncile cele mai grele în condiții grele pe salarii mici și mai erau și erau înșelați frecvent la plată. Sociologul american Edward Ross a vizitat Angola rurală în 1924, în numele „Comisiei temporare de sclavie” a Ligii Națiunilor și a scris un raport îngrozitor care descrie sistemul de muncă drept „iobăgie efectvă de stat”, care nu le oferea africanilor timpul să își producă hrana. În plus, atunci când salariile lor erau delapidate, africanii nu aveau acces la sistemul judiciar colonial.
Minereul de fier a fost exploatat până în 1974 în provinciile Malanje, Bié, Huambo și Huíla, iar producția a avut o medie de 5,7 milioane de tone pe an în perioada 1970 – 1974. Cea mai mare parte a minerului de fier a fost exportat pe calea apelor în Japonia, RF Germană și Regatul Unit, cu venituri de aproape 50 milioane de dolari pe an. Un terminal pentru exportul de minereu de fier a fost construit de portughezi în perioada 1966-1967 la Saco, într-un golf la doar 12 km nord de Moçâmedes (Namibe). Beneficiarul a fost Compania Mineira do Lobito, care deschisese o mină de minereu de fier la Cassinga. Construirea instalațiilor miniere și a celor 300 km de cale ferată a fost încredințată firmei germane Krupp, iar a instalațiilor portuare firmei portugheze SETH, deținută de fapt de Højgaard & Schultz din Danemarca. Micul oraș pescăresc Moçâmedes a fost gazda muncitorilor constructori, a inginerilor veniți din străinătate și a familiilor acestora pentru doi ani. Terminalul de minereu a fost terminat la timp într-o perioadă de un an, iar primul mineralier de 250.000 t a fost încărcat cu marfă în 1967. Portughezii au descoperit petrol în Angola în 1955. Producția de petrol a început în bazilul râului Cuanza în deceniul al șaselea, în bazinul fluviului Congo în deceniul următor, iar în 1968 în exclava Cabinda. Guvernul portughez a atribuit în 1955 drepturile de operare pentru „Blocul Zero” companiei Cabinda Gulf Oil, o subsidiară a  ChevronTexaco. Valoarea petrolului angolez exportat a depășit-o pe cea a cafelei în 1973.

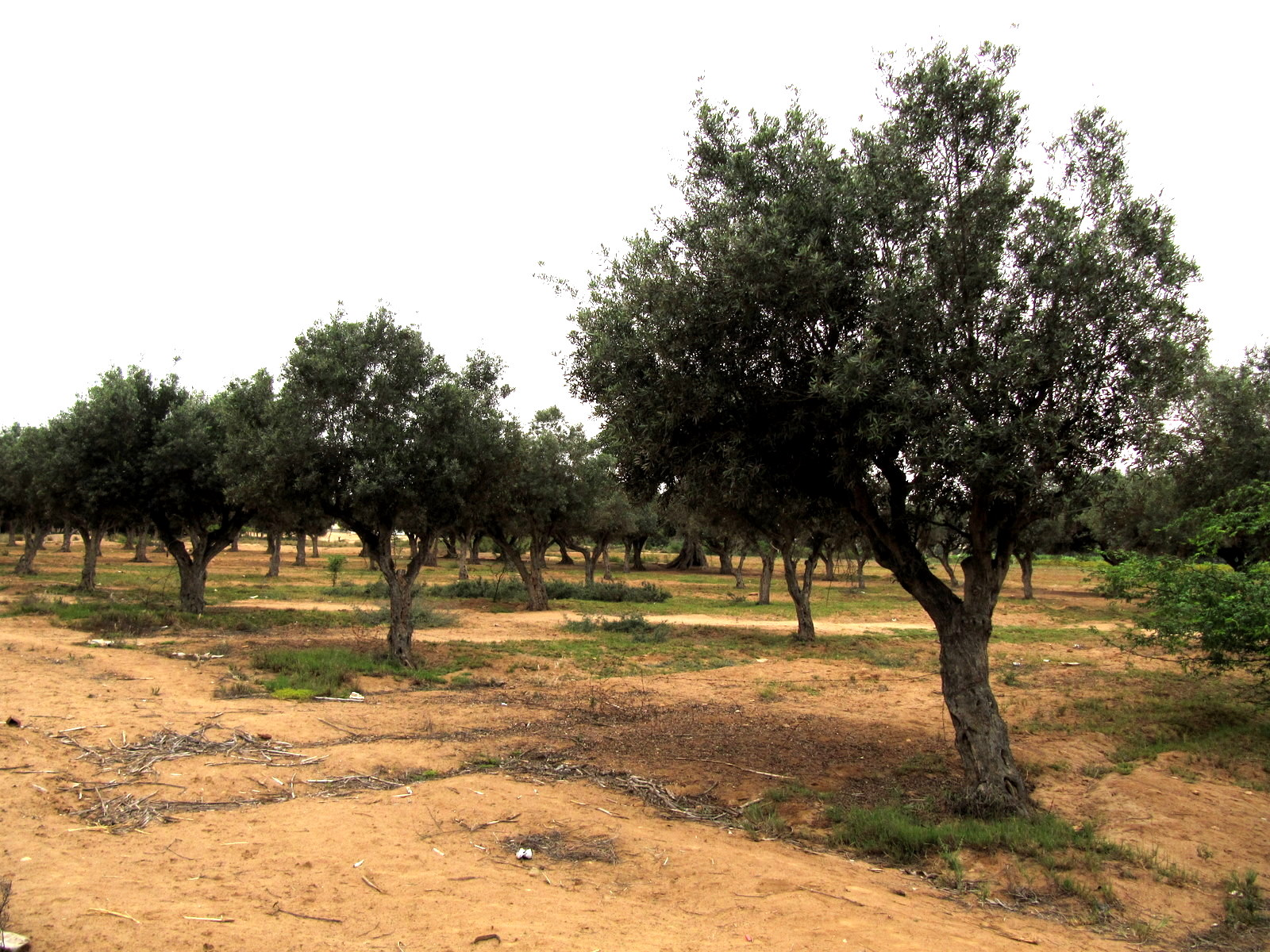
Măslinii din provincia Namibe, Angola

Înainte de proclamarea independenței, în Angola Portugheză se cultivau numeroase plante și erau crescute diferite rase de animale. În nord se cultivau manioc, cafea și bumbac. În zonele centrale înalte se cultiva porumbul, iar în sud, unde ploua mai puțin, era răspândită creșterea vacilor. În plus, fermierii portughezi exploatau plantații întinse, care produceau ulei de palmier, zahăr din trestie, banane și sisal. Existau și țărani angolezi care exploatau plantații mai mici și care își vindeau produsele negustorilor portughezi locali cu care făceau troc pentru diferite mărfuri. Marii fermieri dominau piața acestor produse și se bucurau pe un sprijin substanțial din partea guvernului local – asistență tehnică, sprijin pentru irigații și credite. Aceștia produceau cea mai mare parte a produselor alimentare care erau vândute în centrele urbane angoleze sau erau exportate în mai multe țări.
Pescuitul a fost o industrie importantă și în continuă dezvoltare în Angola Portugheză. Înainte de proclamarea independenței existau cam 700 de  pescadoare, iar anual erau recoltate mai mult de 300.000 t de pește. Dacă acestea se adaugă peștele pescuit de vasele flotelor străine, care aveau dreptul de operare în apele angoleze, anual se pescuia peste 1 milion de tone. Angola Portugheză era un exportator net de produse din pește. Porturile Moçâmedes, Luanda și Benguela erau printre cele mai importante porturi pescărești din regiune. 

## Educația
Populația rurală africană de culoare aveau un avut un acces limitat la educație în cea mare parte a perioadei coloniale, mulți țărani nefiind capabili să vorbească limba portugheză și nu aveau cunoștințe de cultură sau istorie portugheză. Până în deceniul al șaselea, instituțiile de învățământ controlate de guvernul colonial portughez erau plasate în special în zonele urbane. Responsabilitatea pentru educarea africanilor din zonele rurale a fost cedată de autorități unor misiuni romano-catolice și protestante, care predau africanilor limba și cultura portugheză. Fiecare misiune a adoptat propriul sistem de școlarizare, deși erau oficial sub controlul și se bucurau de sprijinul guvernului portughez.
În Portugalia, patria autorităților coloniale care au condus Angola din secolul al XVI-lea până în 1975, gradul de alfabetizare era de sub 20% la sfârșitul secolului al XIX-lea, iar frecventarea instituțiilor de învățământ superior era rezervată doar unei minorități, în special a celor bogați. Recensământul din 1930 declara că 68,1% din populația portugheză era încă analfabetă. La jumătatea secolului al XX-lea, rata de alfabetizare a portughezilor europeni era mai scăzută decât media din America de Nord și Europa Occidentală din aceiași perioadă. Doar în deceniul al șaptelea, guvernul portughez a extins sistemul de învățământ public pentru toți copii de la șase la doisprezece ani, iar teritoriile de peste mări au profitat de aceste schimbări în sistemul de educație. 
Începând cu începutul deceniului al șaselea, accesul la educația de bază, secundară și tehnică a fost extinsă iar accesul a fost treptat deschis atât africanilor cât și etnicilor portughezi din teritorii. Educația de un nivel superior școlii primare a devenit accesibilă unui număr tot mai mare de africani de culoare în această perioadă, iar proporția în care tinerii se îndreptau spre învățământul secundar a atins un record în perioada de până la proclamarea independenței. Rata de acces la cursurile școlilor primare a crescut neîncetat. În general, calitatea predării la nivel primar era acceptabilă, chiar și în cazul în care personalul didactic provenea din rândul africanilor de culoare, care erau mai slab calificați. Cei mai mulți profesori ai școlilor secundare erau etnici portughezi, în special în centrele urbane.
În Africa Portugheză au fost fondate în 1962 de către guvernul de la Lisabona prin Ministerul Provinciilor de Peste Mări două universități - Estudos Gerais Universitários de Angola în Angola și Estudos Gerais Universitários de Moçambique în Mozambic – cu specialități diverse, de la inginerie la medicină. În deceniul al șaptelea al secolului trecut, în Portugalia existau patru universități publice, dintre care două în Lisabona. În 1968, Estudos Gerais Universitários de Angola a fost redenumită Universidade de Luanda. 

## Sportul

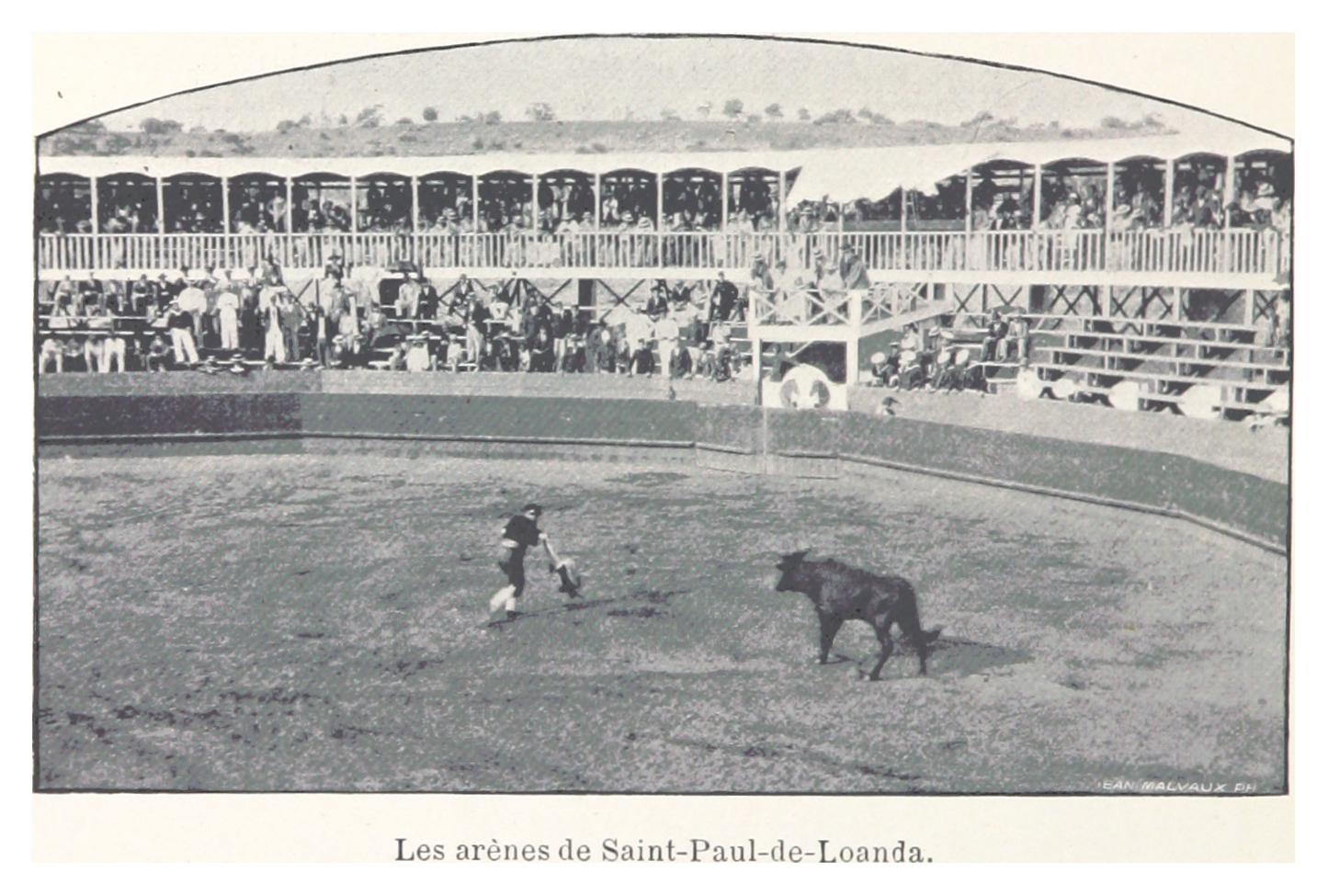
Lupte cu tauri în Luanda, 1899

Din deceniul al cincilea al secolului trecu, orașele mari și mici au avut parte de un proces de modernizare, care a inclus și construirea unor obiective sportive pentru fotbal, baschet, volei, handbal, atletisms, gimnastică și înaot. Au fost înființate mai multe cluburi sportive. Câțiva sportivi, în special jucători de fotbal, care au ajuns vestiți în Portugalia, erau originari din Angola. Printre aceștia s-au numărat José Águas, Rui Jordão și Jacinto João, care au fost jucători de bază ai echipei naționale de fotbal a Portugaliei. Beneficiind de dezvoltarea transporturilor aeriene din deceniul al șaptelea, cele mai bune echipe de fotbal din provinciile de peste mări ale Portugaliei, inclusiv din Angola, au început să participe în Cupa Portugaliei – Taça de Portugal. În acest deceniu s-au dezvoltat noi instalații și organizații sportive pentru înot, iahting, tenis și  vânătoare sportivă. Sporturile cu motor au fost introduse în Angola în deceniul al șaselea. Au fost organizate curse de mașini sau motociclete în Huambo, Benguela, Sá da Bandeira și Moçâmedes. Cursa de mașini „International Nova Lisboa 6 Hours” a devenit cunoscută pe plan internațional.

## Personalități originare din Angola

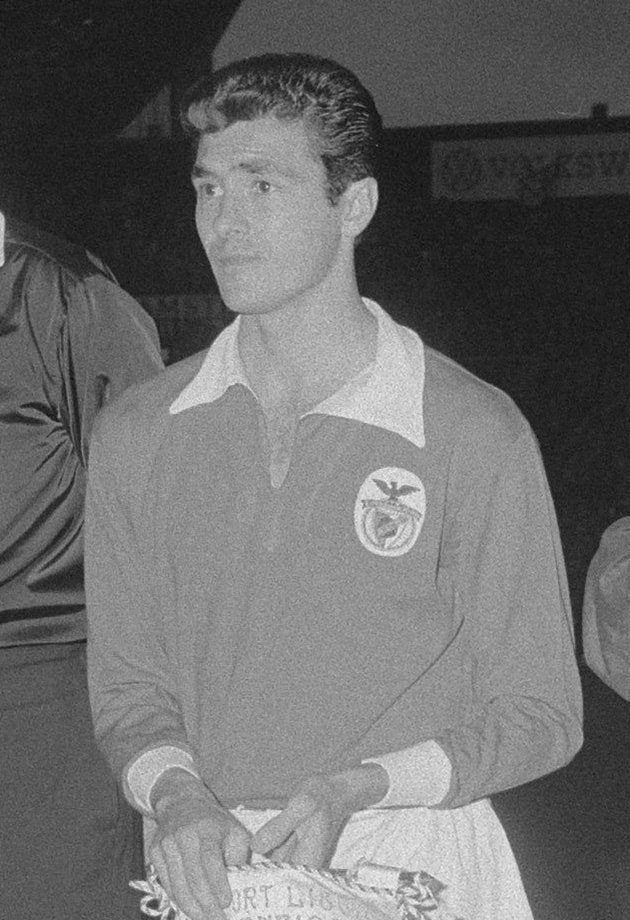
José Águas s-a născut în Luanda în 1930

| - António da Silva Porto - Anthony Johnson - Agostinho Neto - Assunção Cristas - Bonga - Carlos Castro - Carlos Cruz - Daniel Chipenda - Eduardo Nascimento - Fernando Nobre - Fernando José de França Dias Van-Dúnem - Fernando Peyroteo - Francisca Van Dunem - Henrique Galvão - Holden Roberto - Horácio Roque - Isabel dos Santos - Jacinto João - Joana Amaral Dias - João Carqueijeiro - Jonas Savimbi - Jordão | - José Águas - José Eduardo Agualusa - José Eduardo dos Santos - José Norton de Matos - José Quitongo - Mário Pinto de Andrade - Marcolino Moco - Miguel Arcanjo - Miguel Relvas - Mwene Mbandu I Lyondthzi Kapova of Mbunda - Nzinga of Ndongo and Matamba - Paula Teixeira da Cruz - Paulo Maló - Paulo Kassoma - Pedro Passos Coelho - Pepetela - Raul Águas - Viriato da Cruz - Waldemar Bastos - Zeca Afonso |

## Vedeți și:
- Estado Novo (Portugalia)
- Africa Orientală Portugheză